# Euselasia ophias
Euselasia ophias är en fjärilsart som beskrevs av Herrich-Schäffer 1850/58. Euselasia ophias ingår i släktet Euselasia och familjen Riodinidae. Inga underarter finns listade i Catalogue of Life.